# 中絶禁止法に反対しピル解禁を要求する女性解放連合
中絶禁止法に反対しピル解禁を要求する女性解放連合（ちゅうぜつきんしほうに はんたいし ピルかいきんを ようきゅうする じょせいかいほう れんごう）とは、1970年代前半に活動した日本のウーマンリブ団体である。中ピ連（ちゅうピれん）の略称で知られた。代表は元薬事評論家の榎美沙子。新左翼のものを模した、♀印のついたピンク色のヘルメットと過激な活動内容でマスメディアを賑わせたが、だんだんと活動が下火になって解散となった。

## 沿革
1972年（昭和47年）6月18日結成。当時日本では、経口避妊薬（ピル）が薬事法で規制され、厚生省の医療用医薬品に認められていなかったので、これを女性への抑圧と解釈することにより、ピルの販売自由化要求運動を展開した。
1974年（昭和49年）から、有志で下部組織「女を泣き寝入りさせない会」を結成し、家庭内暴力を振るう夫などの職場にマスコミを連れてデモ活動に出かけるという抗議活動を行った。
人工妊娠中絶の制限を主張し、国会で優生保護法改正を提案していた自由民主党の参議院議員、玉置和郎と当時その秘書だった村上正邦（後に自民党参議院議員）に対し「優生保護法改悪反対運動」として、街頭で玉置・村上を取り囲んで、もみくちゃにしたり、玉置・村上の自宅や、参議院議員会館に押しかけたりした。
その後、マスコミを利用する派手な活動形態や、政党・宗教団体の結成など実現可能性の低いアイディアを提案して、それがうまくいかないことに反発を覚える会員が増加し、だんだんと活動が下火になっていった。
榎はその後中ピ連を母体とし、中ピ連の活動精神を継承する形で「日本女性党」を結党。「内閣はすべて女性とする」「公務員はすべて女性とし、男性は臨時職員かアルバイトとする」など、女性主義的な政策を掲げた。
そして1977年（昭和52年）6月の第11回参議院選挙で、地方区と全国区に10名の候補者を擁立して確認団体として国政の場への進出を図った。結果は全候補者が落選、それも全員が有効投票総数に対して一定の得票数に達せず、供託金没収となった。中ピ連と日本女性党は2日後に解散した。

## 刊行物
『ネオリブ』というニューズレターを1972年7月より1973年9月まで発行していた。一部が復刻され、溝口明代、佐伯洋子、三木草子編『資料日本ウーマン・リブ史II』(松香堂書店、1992)に掲載されている。月2回程度発行されており、発行にあたって製薬会社からの支援があったのではないかという噂も立っていた。発行者の榎は薬学部出身であり、『ネオリブ』に掲載されていた薬学的な知識は極めて詳細なものであったという。初期の『ネオリブ』においては「性と生殖に関する権利」を女性が有する基本的人権ととらえる考え方が表明されており、中絶と女性の人権に関する論調は田中美津などが設立したリブ新宿センターなどとは大きく異なるものであった。『ネオリブ』においては「生む性」であることを拒む権利が強く訴えられていた一方、リブセンター系のグループの刊行物においては「生む権利」が強調されており、見解の大きな齟齬があった。リブ新宿センターを「新宿派」と読んで敵視する『ネオリブ』の論調に対しては反発も大きく、リブ新宿センターは1973年5月10日の『リブニュース　この道ひとすじ』で『ネオリブ』をデマや中傷の温床であるとして批判していた。関心のない読者にとっては得てして読みづらいものであったリブ新宿センター系の刊行物に比べると、『ネオリブ』はあまり知識のない読者でも理解しやすい文章で書かれており、これは榎が理科系大学院出身であることと関係しているのではないかと指摘されている。一方で後期の『ネオリブ』は障害者運動からの影響を受けて「胎児の道徳的地位」に関する議論にまで踏み込んでおり、この点についてあまり哲学的な論議を行うことがなかったこの時期の日本のフェミニズムとしては「例外的言説」であると考えられている。
このほかに「ピルを解禁せよ」、「ピルの全貌」、「医療体制」、「女性の解剖と生理」などのパンフレットを刊行していた。